# Thier de la Chartreuse
La thier de la Chartreuse est une très ancienne rue de la ville belge de Liège qui va de la rue d'Amercœur à la rue des Fusillés. Elle se situe dans le quartier administratif d'Amercœur, sur le versant oriental de la Dérivation.

## Histoire
Pendant plus de huit siècles, le thier de la Chartreuse était une section de l'artère principale qui permettait de quitter Liège vers l'est depuis le pont et la rue d'Amercœur vers la colline de Cornillon, le Pays de Herve et Aix-la-Chapelle. La construction du fort de la Chartreuse entre 1817 et 1823 (sous le régime hollandais) coupa cette voie, obligeant les autorités communales à dévier le haut de la voirie par une nouveau tracé plus au nord (vers la rue des Fusillés). Le percement de la rue de Robermont gravissant par le nord la colline de Cornillon fut réalisé quelques années plus tard, en 1857, procurant dès lors une certaine quiétude à cette voie historique.

## Description
D'une longueur actuelle d'environ 915 m, cette rue doit être divisée en deux sections très différentes. La première section est une côte pentue et pavée comprenant deux virages. Il s'agit de la partie ancienne du thier passant notamment sous un porche (en wallon : arvô).
Cette première partie d'une longueur d'environ 500 m passe d'une altitude de 60 m à une altitude de 110 m, configurant ainsi une pente d'environ 10%. Après un virage à gauche à 90°, la seconde partie, de faible pente, est asphaltée et se prolonge par la rue des Fusillés qui rejoint le sommet de la rue de Robermont.

## Odonymie
Thier est un mot d'origine wallonne signifiant : côte, partie ascendante.
La Chartreuse fait référence au fort de la Chartreuse, lui-même tirant son nom d'un ancien couvent de l'Ordre des Chartreux situé sur le mont Cornillon et occupé de 1300 à 1797.

## Architecture et patrimoine
- En retrait, au coin de la rue  avec la rue de Robermont, se trouve l'ancien hospice de Cornillon servant de léproserie au milieu du XIIe siècle et occupé par le Carmel Sainte-Julienne (ou Carmel de Cornillon) depuis 1860. Cet édifice se compose principalement d'un cloître et d'une église de style roman dont l'origine remonte vraisemblablement au XIIe siècle[1]. Les parties anciennes de l'église du Couvent des Carmélites de Cornillon, à savoir : l'abside semi-circulaire, deux travées du chœur, la tour et les chapelles sont reprises sur la liste du patrimoine immobilier classé de Liège.
- L'arvô de la Chartreuse, passage voûté en arc en plein cintre érigé vers l'an 1600[2].
- La ferme conventuelle des Chartreux bâtie sur les ruines du couvent[3].
- Une potale grillagée avec un Christ en croix.

## Rues adjacentes
- Rue d'Amercœur
- Rue de Robermont
- Rue Gramme
- Rue Saumery
- Rue de la Charité
- Rue Justin Lenders
- Rue Louise Derache
- Rue Joseph Dejardin
- Rue Élise Grandprez
- Rue Auguste Javaux
- Rue du Bastion
- Rue des Fusillés

### Source et bibliographie
- Yannik Delairesse et Michel Elsdorf, Le nouveau livre des rues de Liège, Liège, Noir Dessin Production, décembre 2008, 2e éd. (1re éd. 2001), 512 p. (ISBN 978-2-87351-143-2 et 2-87351-143-5, présentation en ligne), page 204